# Košarkaški klub Cibona 2007-2008
Questa voce raccoglie le informazioni riguardanti il Košarkaški klub Cibona nelle competizioni ufficiali della stagione 2007-2008.

## Stagione
La stagione 2007-2008 del Košarkaški klub Cibona è la 17ª nel massimo campionato croato di pallacanestro, la Prva hrvatska košarkaška liga.

## Roster
Aggiornato al 13 gennaio 2022.
| Cibona Zagabria 2007-08 | Cibona Zagabria 2007-08 |
| Giocatori               | Staff tecnico           |
| ----------------------- | ----------------------- |

| N. | Naz.                                                 | Ruolo | Nome               | Anno | Alt.   | Peso   |  |
| -- | ---------------------------------------------------- | ----- | ------------------ | ---- | ------ | ------ |  |
| 4  | Stati Uniti (bandiera) · Panama (bandiera)           | GA    | Chris Warren       | 1981 | 196 cm | 94 kg  |  |
| 5  | Stati Uniti (bandiera)                               | P     | Tre Kelley         | 1985 | 183 cm | 85 kg  |  |
| 5  | Stati Uniti (bandiera)                               | PG    | Corey Williams     | 1977 | 191 cm |        |  |
| 6  | Croazia (bandiera)                                   | G     | Filip Krušlin      | 1989 | 197 cm | 90 kg  |  |
| 7  | Bosnia ed Erzegovina (bandiera) · Croazia (bandiera) | AG    | Bariša Krasić      | 1978 | 203 cm | 100 kg |  |
| 8  | Croazia (bandiera)                                   | C     | Luka Žorić         | 1984 | 211 cm | 106 kg |  |
| 10 | Croazia (bandiera)                                   | P     | Vedran Morović     | 1983 | 183 cm | 83 kg  |  |
| 11 | Croazia (bandiera)                                   | AG    | Vedran Vukušić     | 1982 | 206 cm | 104 kg |  |
| 12 | Croazia (bandiera)                                   | C     | Lukša Andrić       | 1985 | 208 cm | 112 kg |  |
| 13 | Porto Rico (bandiera)                                | G     | Elías Ayuso        | 1977 | 185 cm | 84 kg  |  |
| 14 | Croazia (bandiera)                                   | C     | Franko Kaštropil   | 1984 | 214 cm | 109 kg |  |
| 15 | Stati Uniti (bandiera)                               | C     | Sam Hoskin         | 1979 | 206 cm | 118 kg |  |
| 19 | Bosnia ed Erzegovina (bandiera) · Croazia (bandiera) | P     | Vedran Princ       | 1982 | 190 cm | 86 kg  |  |
| 20 | Croazia (bandiera)                                   | A     | Marin Rozić        | 1983 | 201 cm | 97 kg  |  |
| 24 | Croazia (bandiera)                                   | G     | Goran Vrbanc       | 1984 | 193 cm | 88 kg  |  |
| 44 | Croazia (bandiera)                                   | P     | Damir Mulaomerović | 1974 | 196 cm | 89 kg  |  |

| Allenatore                                                                |
| - Ivan Sunara                                                             |
| Assistente/i                                                              |
| - Tomislav Mijatović Legenda - (C) Capitano - (IN) Inattivo - Infortunato |

## Mercato

### Sessione estiva
| Acquisti | Acquisti           | Acquisti          | Acquisti   | Acquisti |
| R.       | Nome               | da                | Modalità   |          |
| -------- | ------------------ | ----------------- | ---------- | -------- |
| P        | Damir Mulaomerović | San Sebastián     | definitivo |          |
| C        | Luka Žorić         | Šibenka           | definitivo |          |
| AG       | Vedran Vukušić     | Ironi Nahariya    | definitivo |          |
| G        | Elías Ayuso        | Cang. de Santurce | definitivo |          |
| P        | Tre Kelley         | S.C. Gamecocks    | definitivo |          |
| C        | Sam Hoskin         | Olympiakos        | definitivo |          |
| P        | Vedran Princ       | Široki            | definitivo |          |
| C        | Franko Kaštropil   | Spalato           | definitivo |          |

| Cessioni | Cessioni          | Cessioni         | Cessioni       | Cessioni |
| R.       | Nome              | a                | Modalità       |          |
| -------- | ----------------- | ---------------- | -------------- | -------- |
| AC       | Brent Wright      | Ural Great Perm' | fine contratto |          |
| P        | Andrew Wisniewski | Ural Great Perm' | fine contratto |          |
| PG       | Davor Kus         | Málaga           | fine contratto |          |
| G        | Marko Bulic       | Široki           | fine contratto |          |
| C        | Jurica Žuža       | Rethymno         | fine contratto |          |
| P        | Ivan Tomas        | Široki           | fine contratto |          |
| GA       | Marijan Mance     | Helios Domžale   | fine contratto |          |
| C        | Márton Báder      | Panellīnios      | fine contratto |          |

### Dopo l'inizio della stagione
| Acquisti | Acquisti       | Acquisti           | Acquisti   | Acquisti   |
| R.       | Nome           | da                 | Data       | Modalità   |
| -------- | -------------- | ------------------ | ---------- | ---------- |
| P        | Corey Williams | Townsv. Crocodiles | marzo 2008 | definitivo |

| Cessioni | Cessioni       | Cessioni          | Cessioni      | Cessioni    |
| R.       | Nome           | a                 | Data          | Modalità    |
| -------- | -------------- | ----------------- | ------------- | ----------- |
| P        | Vedran Morović | KK Zagabria       | gennaio 2008  | rescissione |
| G        | Elías Ayuso    | Cang. de Santurce | febbraio 2008 | rescissione |